# Юрґен Коломбо
Юрґен Коломбо (нім. Jürgen Colombo, 2 вересня 1949) — німецький велогонщик.
Олімпійський чемпіон 1972 року в командній гонці переслідування.